# That Cold Day in the Park
That Cold Day in the Park is een Amerikaanse dramafilm uit 1969 onder regie van Robert Altman.

## Verhaal
Frances Austen is een rijke, eenzame weduwe. Op een dag nodigt ze een zwerversjongen uit in haar appartement. Ze voelt zich verantwoordelijk voor diens lot en biedt hem aan om bij haar in te trekken.

## Rolverdeling
| Acteur            | Personage        |
| ----------------- | ---------------- |
| Sandy Dennis      | Frances Austen   |
| Michael Burns     | Jongen           |
| Susanne Benton    | Nina             |
| David Garfield    | Nick             |
| Luana Anders      | Sylvia           |
| Edward Greenhalgh | Dr. Stevenson    |
| Doris Buckinham   | Mevrouw Ebury    |
| Frank Wade        | Mijnheer Ebury   |
| Alicia Ammon      | Mevrouw Pitt     |
| Rae Brown         | Mevrouw Parnell  |
| Lloyd Berry       | Mijnheer Parnell |
| Linda Sorensen    | Prostituee       |